# 石原全
石原 全（いしはら あきら、1940年6月25日 - ）は、日本の法学者。専門は商法。学位は、博士（法学）（一橋大学・論文博士・1995年）。一橋大学名誉教授。

## 略歴
1940年6月25日神奈川県平塚市に生まれる。
1959年神奈川県立平塚江南高等学校卒業。1965年一橋大学卒業。1968年一橋大学大学院法学研究科修士課程を修了。1971年一橋大学大学院法学研究科博士課程単位修得。
同年小樽商科大学短期大学部専任講師、1972年同助教授。1981年小樽商科大学商学部助教授、1982年同教授。
1984年一橋大学法学部教授就任。1987年一橋大学法学部評議員。1988年日本私法学会理事。1991年から1992年までイギリス、ドイツにて在外研究。1992年再び日本私法学会理事に。
1995年博士（法学）
1999年組織変更により、一橋大学大学院法学研究科教授に就任。
2003年関東学院大学法学部教授。
2004年一橋大学名誉教授。

## 著作
- 石原全「約款法の基礎理論」一橋大学 一橋大学 博士 (法学), 乙第145号、1995年、doi:10.11501/3108588、NDLJP:3108588。
- 『約款による契約論』（信山社双書）（信山社）
- 「英法における免責約款の司法的規整 -2-」 他多数

## 所属学会
- 日本私法学会理事（1988年10月 - 1990年10月、1992年10月 - 1997年10月）

## 関連事項
- 一橋大学の人物一覧#著名な出身者
- 小樽商科大学の人物一覧#著名な出身者・関係者
- 関東学院大学の人物一覧#主な元教員(名誉教授、教授、功労者、故人など)